# 光電子増倍管

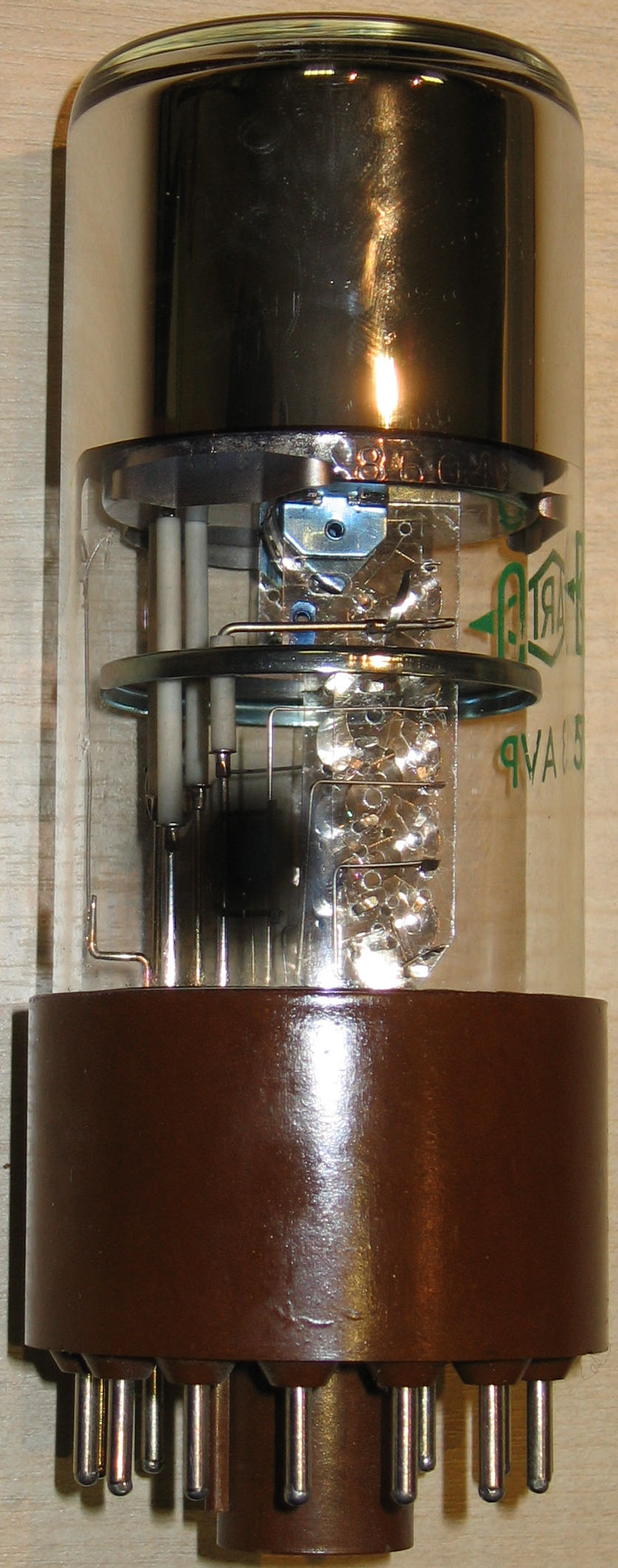
光電子増倍管 上方から光子が入り込む。

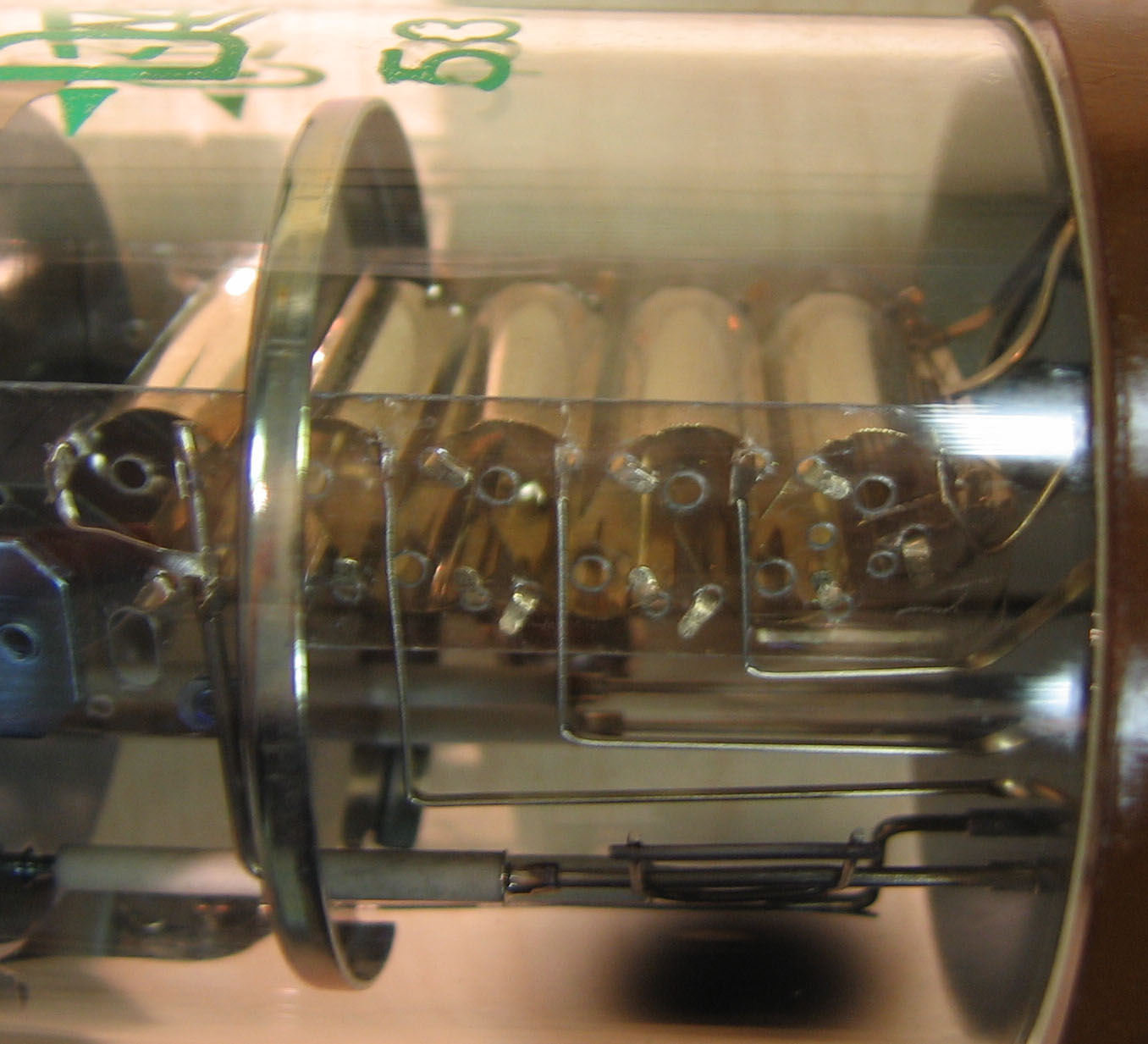
光電子増倍管の受光面を左にして横に寝かして見たところ。左から右に複数のダイノードによって、順次、加速・増幅され、最後にアノードから電気信号として出力される。

図1：光電子増倍管の構造 左側から入射した単一の光子が光電陰極に衝突して1つの電子に変換される。この電子が最初のダイノードに衝突すると、多数の電子の放出が起こり、複数のダイノードで電子がなだれのように増幅される。

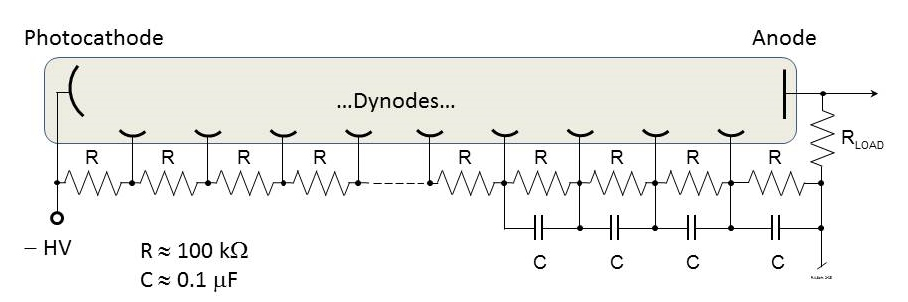
図2：負の高電圧を使用する典型的な光電子増倍管分圧回路。

光電子増倍管（こうでんしぞうばいかん、英: photomultiplier tube、PMT）は、光電効果により放出された電子を増幅することにより、高い感度を実現する光センサである。フォトマルまたはPMTと略称されることもある。
光子１個まで検出可能（フォトンカウンティング）な超高感度、高速動作、低ノイズ、広い受光面積などを特長とし、分光分析、高エネルギー物理学、天文学、製版用ドラムスキャナ、医療診断（ガンマカメラ、PET等）、血液分析、石油探査、環境測定、バイオテクノロジー、半導体製造、材料開発その他の用途に広く使用されている。
なお、光電子を増幅する機能が無いものは光電管と言う。

## 構造
高真空のガラス（または金属）容器中に光電陰極、10個前後のダイノードと呼ばれる二次電子増倍電極、陽極、およびその他の電極を封入した構造を有する。陰極（マイナス）と陽極（プラス）間に1000 V前後の電圧を与え、両者間にあるダイノードには電子を加速するため、100 V程度ずつの段階的電圧を与えて使用する。光電陰極は通常、デバイスのエントリーウィンドウの内側に蒸着された薄い導電層で、光電面には仕事関数の小さいアルカリ金属が用いられる。右の写真のように頭部から光が入射する「ヘッドオン（エンドオン）型」と、側方から光が入射する「サイドオン型」とに大別される。

## 原理
入光窓から入射した光子のエネルギー（{\displaystyle h\nu }）は光電陰極から光電子を叩き出し、その光電子は集束電極により効率よく導かれるとともに、加速電圧によりエネルギーを与えられて電子増倍部の第一ダイノードに衝突する。その結果、1個の光電子が複数の二次電子を叩き出し、それらは第二ダイノードに入ってさらに増倍される。このように、二次電子は隣り合うダイノード間の電位差により加速されながら電子増倍部を通過する間に次々と増倍され、最終的には数十万倍から一千万倍以上になって陽極に到達し、信号電流として外部に取り出される。例えば、二次電子放出比が5のダイノードが10個ある場合、総合的なゲインは5の10乗（約1000万）に達する。

## 種類

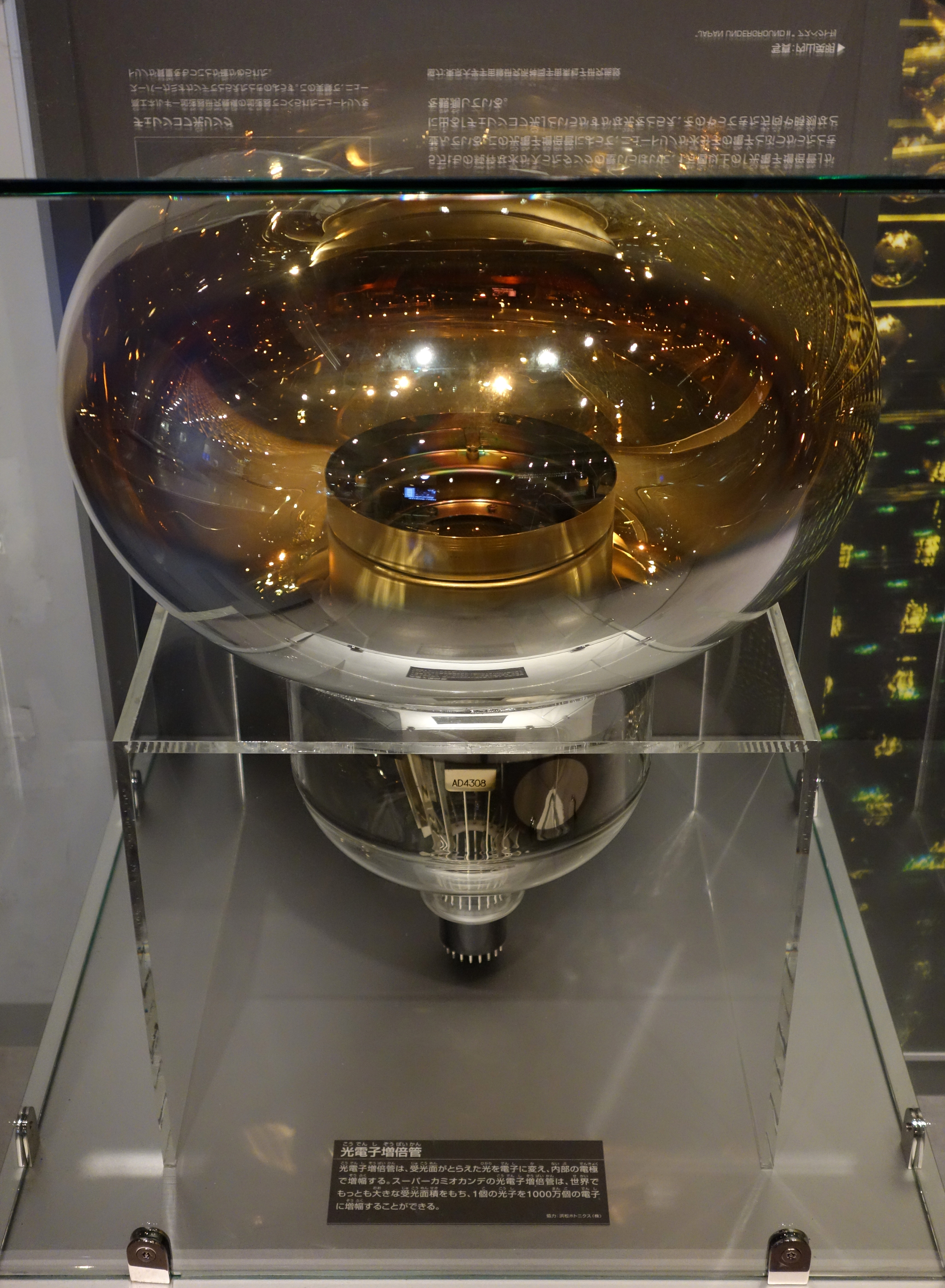
スーパーカミオカンデに設置されている光電子増倍管（国立科学博物館の展示。浜松ホトニクス製）

入光窓や光電陰極の材料を選択することにより、115 nm（ナノメートル）の真空紫外域から1700 nmの赤外域に至る広い範囲で、波長選択的に光検出が可能なことも特長である。バイアルカリ光電面は、アンチモン(Sb)にカリウム(K)、セシウム(Cs)を反応させることにより可視域に感度を持ち、この光電面の分光感度特性は、ヨウ化ナトリウム(NaI(Tl))シンチレータの発光波長と良く一致していることから、シンチレーションカウンティングによる放射線計測などに広く応用され、マルチアルカリ光電面は、アンチモン(Sb)にナトリウム(Na)、カリウム(K)、セシウム(Cs)を反応させることにより、300〜850nmまで広い波長域に感度を持ち、分光光度計やバイオ・遺伝子関連分野での蛍光計測など幅広い用途に利用されている。
直径で、10 mm程度のものから、スーパーカミオカンデにてニュートリノ観測用に使用されている50 cmといったものまである。
また通常型以外にも、二次電子増倍部にダイノードを使用せず、マイクロチャンネルプレート（MCP）や、チャンネルトロンを使用したタイプも存在する。蛍光体を組み合わせることでX線やガンマ線（γ線）など放射線の検出も可能である。
近年ではMEMS技術を使用して従来よりも大幅に小型化された機種も各社から販売される。従来の機種よりも小型軽量で消費電力が少なく、衝撃に強いため、可搬式の爆発物探知機などの用途に使用される。